# Андерсон, Луи
Лу́ис Пе́рри А́ндерсон (англ. Louis Perry Anderson [ˈluːɪs ˈpɛri ˈæn.dɚ.sən]; 24 марта 1953, Сент-Пол — 21 января 2022, Лас-Вегас, Невада) — американский актёр и комик, более всего известный по мультсериалу «Жизнь с Луи».

## Биография

### Ранние годы
Луи Андерсон родился и вырос в Сент-Поле (Миннесота) десятым ребёнком в семье из одиннадцати. В 1985 году женился на своей школьной подруге, однако брак продлился всего 4 недели. В 2016 году в интервью подкасту WTF with Marc Maron Андерсон рассказал, что на самом деле у его родителей было 16 детей, но старший ребёнок и две пары близнецов умерли при родах

## Карьера
В конце 1985 года Луи Андерсон вместе с Бронсоном Пинчотом снимался в пилотном выпуске сериала «Идеальные незнакомцы» для телекомпании ABC, однако Андерсон не устроил режиссёра в роли американского кузена и был заменён Марком Линн-Бейкером.
В 1995 году Андерсон создал и выпустил мультсериал для Fox Kids под названием «Жизнь с Луи», который транслировался по субботам с утра. Серии были основаны на воспоминаниях о детстве Андерсона с 10 братьями и сестрами, с добродушной матерью и отцом с грубоватым характером, но не менее доброй душой. Он также подробно описывал своё трудное детство, связанное с его весом, из-за чего его так дразнили, и как он решил стать комиком. Шоу было 3 года подряд хитом на канале Fox Kids и выиграло 2 премии «Эмми».
С 1999 по 2002 годы вёл шоу Family Feud.

### Болезнь и смерть
18 января 2022 года было объявлено, что Андерсон госпитализирован в Лас-Вегасе, где ему был поставлен диагноз диффузная B-крупноклеточная лимфома. Андерсон умер от осложнений, вызванных раком крови через три дня, 21 января, в возрасте 68 лет.

## Фильмография
| Год       |    | Русское название                       | Оригинальное название                  | Роль                         |
| --------- | -- | -------------------------------------- | -------------------------------------- | ---------------------------- |
| 1984      | ф  | Плащ и кинжал                          | Cloak & Dagger                         | второй водитель такси        |
| 1986      | с  | Ремингтон Стил                         | Remington Steele                       | Бингхэм «Бинг» Перрет        |
| 1986      | ф  | Брокер                                 | Quicksilver                            | Тайни                        |
| 1986      | с  | Идеальные незнакомцы                   | Perfect Strangers                      | Лу Эпплтон                   |
| 1986      | ф  | Феррис Бьюллер берёт выходной          | Ferris Bueller’s Day Off               | доставщик цветов             |
| 1986      | ф  | Мальчик-крыса                          | Ratboy                                 | Омер Моррисон                |
| 1987      | с  | Время попыток                          | Trying Times                           | Стю                          |
| 1988      | ф  | Скауты                                 | The Wrong Guys                         | Луи                          |
| 1988      | ф  | Поездка в Америку                      | Coming to America                      | Морис                        |
| 1992      | мф | Дети Биби                              | Bébé's Kids                            | первый охранник              |
| 1994      | с  | Грейс в огне                           | Grace Under Fire                       | доктор Энди Левинсон         |
| 1994—1998 | мс | Жизнь с Луи                            | Life with Louie                        | разные персонажи             |
| 1995      | с  | Любовь и Война                         | Love & War                             | кот Джеймс                   |
| 1996      | с  | —                                      | The Louie Show                         | Луи Лундгрен                 |
| 1996      | тф | Надежда есть                           | For Hope                               | третий парень на свидании    |
| 1997      | с  | Надежда Чикаго                         | Chicago Hope                           | Луи Ликман                   |
| 1999      | с  | Прикосновение ангела                   | Touched by an Angel                    | дядя Дадли                   |
| 2000      | с  | Элли Макбил                            | Ally McBeal                            | терапевт                     |
| 2001      | с  | Детектив Нэш Бриджес                   | Nash Bridges                           | Ричард Рейнольдс             |
| 2001      | с  | Клиника                                | Scrubs                                 | в роли самого себя           |
| 2001      | с  | V.I.P.                                 | V.I.P.                                 | бездомный                    |
| 2002      | ф  | Сделай это для дяди Мэнни              | Do It for Uncle Manny                  | водитель эвакуатора          |
| 2003      | мф | Гражданин Тони                         | Citizen Tony                           | Тони Страдел                 |
| 2004      | ф  | Назад за решётку                       | Back by Midnight                       | ведущий игрового шоу         |
| 2005      | с  | Половинка и половинка                  | Half & Half                            | Луи                          |
| 2005      | с  | Джоуи                                  | Joey                                   | в роли самого себя           |
| 2006      | мс | Ужасные приключения Билли и Мэнди      | The Grim Adventures of Billy and Mandy | Барт                         |
| 2006      | мс | Том идёт к мэру                        | Tom Goes to the Mayor                  | горная команда Луи Андерсона |
| 2007      | ф  | —                                      | Cook Off!                              | мэр Даг Халверсон            |
| 2011      | с  | Самое позднее шоу с Крэйгом Фергюсоном | The Late Late Show with Craig Ferguson | Джефф Петерсон               |
| 2011      | с  | Самое позднее шоу с Крэйгом Фергюсоном | The Fives                              | Улисс Хэмилтон               |
| 2014      | ф  | —                                      | Pop Star Puppy                         | умник                        |
| 2015      | мс | Рассол и Арахис                        | Pickle and Peanut                      | Гори Агнес                   |
| 2016      | с  | Пьяная история                         | Drunk History                          | Уинстон Черчилль             |
| 2016—2019 | с  | Баскетс                                | Baskets                                | Кристин Баскетс              |
| 2017      | ф  | Сэнди Уэкслер                          | Sandy Wexler                           | свидетель в суде             |
| 2020      | с  | В поиске                               | Search Party                           | Боб                          |
| 2021      | ф  | Поездка в Америку 2                    | Coming 2 America                       | Морис                        |